# Wilhelm Christhelf Sigmund Mylius

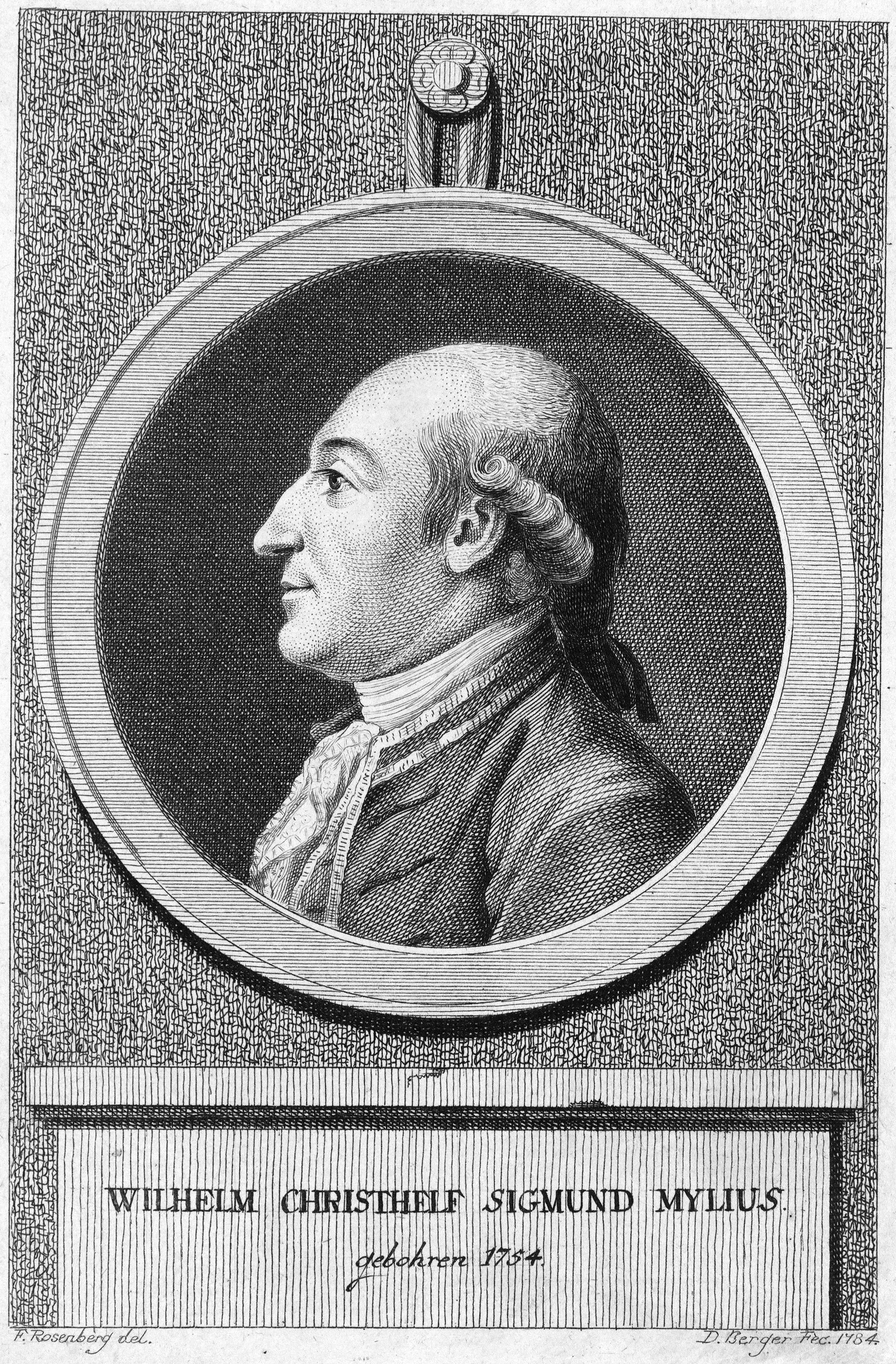
Wilhelm Christhelf Sigmund Mylius (Stich von Daniel Berger nach einer Zeichnung von Friedrich Rosenberg. Porträtkupfer aus Litteratur- und Theater-Zeitung für das Jahr 1784, Berlin: Wever, 1784.)

Wilhelm Christhelf Sigmund Mylius (* 2. Mai 1753 in Berlin; † 31. März 1827 in Berlin) war ein deutscher Schriftsteller und Übersetzer.

## Leben
Der Sohn des Schriftstellers und Gelehrten Christlob Mylius (1722–1754) hatte noch während seines Jurastudiums in Berlin und Halle mit der Schriftstellerei begonnen und sich schnell insbesondere als Übersetzer französischer und englischer Texte einen Namen gemacht. In seiner Anfangszeit arbeitete er mit dem Schriftsteller Johann Friedrich Schink zusammen, den er 1774 in Halle kennengelernt hatte. Nachdem sich die ersten Erfolge eingestellt hatten, brach er sein Studium ab. Seine 1778 erstmals erschienene Candide-Übersetzung erlebte zu seinen Lebzeiten mehrere neue Auflagen (1782 und 1785 in von ihm leicht abgewandelter Form, 1794 ohne sein Zutun) und wurde noch bis ins 20. Jahrhundert als Textgrundlage für deutsche Candide-Ausgaben verwandt. Heute sind vor allem noch seine Übertragungen weiterer französischer Klassiker wie Lesages Gil Blas von Santillana (1779), Fontenelles Dialoge über die Mehrheit der Welten (1780) oder das Leben meines Vaters von Restif de la Bretonne in Erinnerung. Eine von ihm herausgegebene und kommentierte Ausgabe von Voltaires sämtlichen Schriften (1786–1795, 27 Bände) ist gänzlich, seine Übersetzung der Werke Friedrichs des Großen nahezu in Vergessenheit geraten.
Der Schriftsteller und Übersetzer, der allem Anschein nach sein Leben fast in Gänze in seiner Geburtsstadt Berlin verbrachte, lebte dort nach Friedrich Nicolais Angaben 1786 „an der langen Brücke im Hause seiner Mutter“. Später war er Besitzer eines Hauses auf dem Schloßplatze zu Berlin, verlor das mit seiner Feder zusammengetragene Vermögen jedoch während der napoleonischen Kriege: „Der unglückliche Krieg von 1806 brachte ihn um sein Vermögen; durch die Last der Einquartierung wurde sein Haus verschuldet, daß er es für einen Preis, weit unter dem Werthe, verkaufen mußte, und er hatte das traurige Loos so vieler Gelehrten, daß er die letzten Jahre seines Lebens unter Sorgen und Mühseligkeiten schwinden sah“.

## Werke (Auswahl)
- So prellt man alte Füchse [nach Molière], Halle 1771.
- Märlein [nach A. Hamilton], Halle 1777.
- Hanswurst oder Doctor nolens volens, Naumburg 1778.
- Der junkerierende Philister oder Alter hilft vor Thorheit nicht. Leipzig 1778.
- Auszug aus des Herrn von Loen redlichem Manne am Hofe. Bibliothek der Romane, B. I. Berlin 1778.
- Doctor Faust, Erzählung von A. Hamilton. Bibliothek der Romane, B. II. Berlin 1778.
- Kandide oder die beste Welt [nach Voltaire]. Berlin 1778.
- Gil Blas von Santillana [aus dem Französischen des Le Sage]. 6 Bände. Berlin 1779.
- Geschichte der Flibustiers [aus dem Französischen des Rollin]. Berlin 1779.
- Dialoge über die Mehrheit der Welten [aus dem Französischen des Bernhard von Fontenelle]. Berlin 1780.
- Leben meines Vaters [aus dem Französischen des Rétif de la Bretonne]. Berlin 1780.
- Destouches für Deutsche, von Mylius und Meißner. Leipzig 1780.
- Molière für Deutsche, von Mylius und Meißner. Leipzig 1780.
- Barbier uon Bagdad. Operette von Mylius und Schink, im 15. Stück des Theaterjournals von 1780. Gotha.
- Puff van Vlieten. Komödie in 5 Aufzügen [nach Voltaires Ecossaise]. Leipzig 1780.
- Dr. Fausts Leibgürtel [nach Rousseau]; im 3. Bande des Theaters der Ausländer. Gotha 1781.
- Die Überlästigen [Komödie nach Molière]. Leipzig 1781.
- Rechnung von Neckers Finanzverwaltung. Berlin 1781.
- Die Zeitgenossinnen [aus dem Französischen des Rétif de la Bretonne]. Vier Bände. Berlin 1781–1783.
- Amadis aus Gallien [aus dem Französischen des Grafen von Tressan]. Leipzig 1782.
- Gedichte des Sonnenritters. Leipzig 1781–1783.
- Kleine Romane. Berlin 1782–1789.
- Werke des Philosophen von Sanssouci, Sieben Bände. 1782–1790.
- Komisches Theater der Deutschen. 1. B. Berlin 1783. [Nur die Vorrede ist von ihm.]
- Der Mann von Gefühl. Berlin 1783.
- Ländliche Nächte [aus dem Französischen des Herrn de la Veaux]. Berlin 1784.
- Des M. Accius Plautus Lustspiele. Berlin 1784.
- Der fliegende Mensch [aus dem Französischen des Nicolas Edme Restif de la Bretonne]. 2. Aufl. Dresden u. a. 1785. (Digitalisat und Volltext im Deutschen Textarchiv)
- Peregrine Pickle [aus dem Englischen des Smollet]. Berlin 1785.
- Tanzai und Neardane [aus dem Französischen des Crebillon]. Berlin 1785.
- Schicksale eines Biedermanns [aus dem Französischen des de la Veaux]. Leipzig 1785.
- Voltaires sämtliche Schriften. Berlin 1786–1795 [von Mylius B. 1. 2. 3. 20. 21. 24. 25. 26].
- Der emporgekommene Landmann [aus dem Französischen des Marivaux]. Berlin 1787.
- Galathee [aus dem Französischen des Florian]. Berlin 1787.
- Klimms unterirdische Reisen [aus dem Lateinischen des Herrn von Holbergs]. Berlin 1788.
- Eugenie Bedford [aus dem Französischen der Frau de Malarme]. Berlin 1788.
- Roderich Random [aus dem Englischen des Smollet]. Berlin 1790.
- Galerie von romantischen Gemälden. Berlin 1792.
- Teufel Asmodi Hinkebein und sein Befreier in England [nach dem Englischen]. Berlin 1793.
- Rußland [aus dem Französischen des Chantreau]. Berlin 1794.
- Euridane. Ein Schäferroman [aus dem Französischen der Bürgerin Beaufort]. Berlin 1798.
- Das Faschingskind [aus dem Französischen des Pigault-le-Brun]. Berlin 1799.
- Fernando Texado und seine Freunde [aus dem Französischen des Bürgers F. L. C. Montjoye]. Berlin 1803.
- Abentheuer des Ritters Mendoza d'Aran und seines hochweisen Knappen Trüffaldin [aus dem Französischen des Pigault-le-Brun]. Berlin 1803 und 1804.

(nach Albert Maier [1909])